# Iosif Lereter
Iosif „Loli” Lereter (n. 23 iulie 1933, Oțelu Roșu, România – d. 26 ianuarie 2024, Timișoara, România) a fost un fotbalist român care a evoluat la Poli Timișoara (Știința) și la UTA Arad, jucând 327 de meciuri în prima divizie, unde a înscris 83 de goluri. Cu UTA a fost dublu campion național în anii 1969 și 1970.

## Cariera sportivă
A jucat în echipele Metalosport Oțelu Roșu (1950–1955), Știința Timișoara (1957–1966), Poli Timișoara (1966–1967) și UTA (1967–1973).
Cu Știința Timișoara, în 1958, a câștigat Cupa României.
A jucat șase meciuri în Cupa Campionilor Europeni, două în 1969 și patru în 1970. A făcut parte din echipa standard care în 1970 a eliminat în primul tur al CCE echipa olandeză Feyenoord Rotterdam, în acel moment deținătoare a CCE.
A fost selecționat în echipa națională. A deținut titlul de maestru emerit al sportului.
Purtând tricoul nr. 10, a fost de obicei coordonatorul jocului, fiind uneori și golgheterul echipei. Treptat s-a retras în jocul de mijloc, iar apoi în apărare.
După încheierea carierei de fotbalist a activat ca antrenor. Din 1991, a fost rezident în Germania.